# 국민 여러분!
《국민 여러분!》은 2019년 4월 1일부터 2019년 5월 28일까지 방영된 KBS 2TV 월화드라마이다. 타이틀롤인 최시원의 최시원 개 주민 습격 사망 사건 논란 이 확실하게 매듭지어졌다고 보기에도 애매하며 본인 역시 이와 관련하여 보여준 회피에 가까운 대처로 인해 비판의 대상이 되고 있어 캐스팅 자체에 대한 비판이 상당히 많았다.

## 줄거리
얼떨결에 경찰과 결혼한 사기꾼이 원치 않는 사건에 휘말리고 국회의원에 출마하며 벌어지는 코믹 범죄극

## 등장인물

### 주요 인물
- 최시원 : 양정국 역 - 아버지부터 할아버지까지 사기를 가업으로 삼고 있는 집안의 3대 독자
- 이유영 : 김미영 역 - 서원 경찰서 형사
- 김민정 : 박후자 역 - 사채업의 전설 박상필의 넷째 딸
- 태인호 : 한상진 역 - 국회의원. 김경애의 아들이자 정치계에 갓 입문한 정치 신인
- 김의성 : 김주명 역 - 허위 사실 유포로 당선 무효가 된 전직 3선 국회의원

### 정국네 가족 / 사기꾼 팀원
- 우현 : 양시철 역 - 사기의 전설이자 양정국, 양미진의 아버지이자 스승
- 박경혜 : 양미진 역 - 싱글맘. 양정국의 동생
- 양동근 : 챨스 역 - 본명은 김철수. 양정국의 사기꾼 팀원. 돈 씀씀이가 헤퍼 정국의 관리대상 1호
- 이주명 : 황승이 역 - 양정국의 사기꾼 팀원이자 제자. 연기의 달인으로 바람잡이 역할에 탁월
- 김시우 : 하루 역 - 양미진의 딸. 아직 어린 나이임에도 사기에 천부적인 재능을 갖고 있음

### 미영네 가족 / 서원 경찰서
- 길해연 : 김경애 역 - 상진의 어머니, 현직 경찰간부
- 최대철 : 이형사 역 - 서원 경찰서 지능범죄수사대 팀원
- 차래형 : 구형사 역 - 서원서 지능범죄 수사팀의 든든한 중견
- 지이수 : 나형사 역 - 복싱 챔피언 출신의 당찬 여형사

### 백경 캐피탈
- 김종구 : 박상필 역 - 사채업의 전설. 박후자를 비롯 박씨 자매들의 아버지
- 안은진 : 박귀남 역 - 박상필의 막내 딸. 박후자의 막내 동생
- 허재호 : 최필주 역 - 박후자의 오른팔. 싸움은 잘하는데 머리가 상당히 나쁜 육체파 건달

### 정치인들
- 유재명 : 강수일 역 - 국회의원. 네거티브 선거의 달인 (특별출연)
- 전석호 : 강현태 역 - 한상진의 대학 동기. 한상진의 가장 절친한 친구로 가장 믿음직한 참모의 역할
- 정수영 : 조명임 역 - 한상진의 대학 동기이자 강현태의 부인
- 김기남 : 박왕고 역 - 김주명의 조카. 양정국의 보좌관

### 그 외 인물
- 정성호 : 마상범 역
- 임지현 : 유희진 역 - 정국의 전 여친
- 윤주희 : 박미희 역 - 박후자의 셋째 언니. 현직 검사
- 백현진 : 백창진 역 - 국민당 의원
- 양희재 : 구형사의 아들 역
- 안은진
- 이무녕
- 배은우
- 송영학
- 김누림 : 고등학생 역
- 정찬훈 : 고등학생 역
- 이동현 : 고등학생 역
- 유형관 : 민진당 의원 역
- 강신구
- 강학수
- 윤복성
- 성홍일
- 최시훈 : 클럽남 역
- 나석민 : 부하 역
- 조윤진 : 학생 역
- 최희정 : 학생 역
- 한세인 : 학생 역
- 전정일 : 징계위원 역

### 특별출연
- 최성원 : 김미영의 바람난 남자친구 역
- 정종준 : 백경캐피탈 이사회 대표 역
- 최다니엘 : 신혼부부 역
- 백진희 : 신혼부부 역
- 인교진 : 최욱현 역 - 서원지검 검사
- 염혜란 : 박선희 역 - 박후자의 둘째 언니
- 김민재 : 김남화 역 - 국민당 의원
- 백지원 : 박진희 역 - 박후자의 첫째 언니

## 촬영지
- 별밤
- 인천국제공항
- 엉클부스
- 닭발예찬
- 인천수협 연안공판장
- 공장창고씬 일진전기

## 시청률
최저 시청률과 최고 시청률은 시청률 조사회사와 지역별로 시청률에 차이가 있을 수 있습니다.
| 2019년 | 2019년   | 2019년         | 2019년         | 2019년       | 2019년 |
| 회차   | 방송일   | TNmS 시청률    | AGB 시청률     | AGB 시청률   |        |
| 회차   | 방송일   | 대한민국(전국) | 대한민국(전국) | 서울(수도권) |        |
| ------ | -------- | -------------- | -------------- | ------------ | ------ |
| 제1회  | 4월 1일  | 6.7%           | 6.8%           | 6.9%         |        |
| 제2회  | 4월 1일  | 7.1%           | 7.5%           | 7.8%         |        |
| 제3회  | 4월 2일  | 6.2%           | 7.0%           | 7.2%         |        |
| 제4회  | 4월 2일  | 7.4%           | 8.4%           | 9.0%         |        |
| 제5회  | 4월 8일  | 4.8%           | 5.4%           | 5.5%         |        |
| 제6회  | 4월 8일  | 5.9%           | 6.5%           | 6.7%         |        |
| 제7회  | 4월 9일  | %              | 6.9%           | 7.3%         |        |
| 제8회  | 4월 9일  | 6.3%           | 7.9%           | 8.3%         |        |
| 제9회  | 4월 15일 | 4.4%           | 5.3%           | 5.5%         |        |
| 제10회 | 4월 15일 | 5.3%           | 6.0%           | 6.2%         |        |
| 제11회 | 4월 16일 | %              | 5.4%           | %            |        |
| 제12회 | 4월 16일 | 6.1%           | 6.5%           | 6.7%         |        |
| 제13회 | 4월 22일 | %              | 4.3%           | %            |        |
| 제14회 | 4월 22일 | %              | 5.4%           | %            |        |
| 제15회 | 4월 23일 | %              | 5.0%           | %            |        |
| 제16회 | 4월 23일 | %              | 6.9%           | %            |        |
| 제17회 | 4월 29일 | %              | 4.9%           | %            |        |
| 제18회 | 4월 29일 | %              | 6.6%           | 6.9%         |        |
| 제19회 | 4월 30일 | %              | 5.8%           | 5.9%         |        |
| 제20회 | 4월 30일 | %              | 7.0%           | 7.2%         |        |
| 제21회 | 5월 6일  | %              | 4.5%           | %            |        |
| 제22회 | 5월 6일  | %              | 6.2%           | 6.3%         |        |
| 제23회 | 5월 7일  | 5.4%           | 6.1%           | 6.3%         |        |
| 제24회 | 5월 7일  | %              | 7.0%           | 6.6%         |        |
| 제25회 | 5월 13일 | 4.4%           | 5.1%           | %            |        |
| 제26회 | 5월 13일 | 5.0%           | 5.7%           | 5.8%         |        |
| 제27회 | 5월 14일 | 5.4%           | 5.4%           | 5.5%         |        |
| 제28회 | 5월 14일 | 5.9%           | 6.4%           | 6.5%         |        |
| 제29회 | 5월 20일 | %              | 5.0%           | %            |        |
| 제30회 | 5월 20일 | 5.8%           | 6.0%           | 6.1%         |        |
| 제31회 | 5월 21일 | 5.9%           | 6.5%           | 6.8%         |        |
| 제32회 | 5월 21일 | 6.4%           | 7.5%           | 7.7%         |        |
| 제33회 | 5월 27일 | %              | 4.6%           | %            |        |
| 제34회 | 5월 27일 | %              | 5.9%           | 6.1%         |        |
| 제35회 | 5월 28일 | 5.5%           | 6.3%           | 6.5%         |        |
| 제36회 | 5월 28일 | 6.7%           | 8.0%           | 8.1%         |        |

## 수상 및 후보
| 연도 | 시상식                      | 부문                      | 수상작(자) | 결과 | 출처 |
| ---- | --------------------------- | ------------------------- | ---------- | ---- | ---- |
| 2019 | 제12회 코리아 드라마 어워즈 | 여자 최우수연기상         | 김민정     | 수상 |      |
| 2019 | 제12회 코리아 드라마 어워즈 | 여자 우수연기상           | 이유영     | 후보 |      |
|      | 2019 KBS연기대상            | 중편드라마부문 남자연기상 | 최시원     | 후보 |      |

## 동시간대 드라마
- MBC 월화 미니시리즈

《아이템》 (2019년 2월 11일 ~ 2019년 4월 2일)
《특별근로감독관 조장풍》 (2019년 4월 8일 ~ 2019년 5월 28일)
- SBS 월화 미니시리즈

《해치》 (2019년 2월 11일 ~ 2019년 4월 30일)
《초면에 사랑합니다》 (2019년 5월 6일 ~ 2019년 6월 25일)

## 같이 보기
- 대한민국의 텔레비전 드라마 목록 (ㄱ)
- 2019년 대한민국의 텔레비전 드라마 목록